# Андерсон, Джудит
Дама Фрэнсис Маргарет Андерсон  (англ. Frances Margaret Anderson; 10 февраля 1897 — 3 января 1992), профессионально известная как Джудит Андерсон (англ. Judith Anderson), — австралийская актриса, лауреат премий «Эмми» и «Тони», а также номинантка на «Оскар» в 1941 году.

## Биография

### Юные годы
Френсис Маргарет Андерсон-Андерсон, более известная как Джудит Андерсон, родилась 10 февраля 1897 года на юге Австралии в городе Аделаида. Актёрской карьерой она занялась после окончания средней школы «Нортвуд».
Её дебют, под именем Френсис Андерсон, состоялся в 1915 году в Королевском театре в Сиднее, где она сыграла Стефани в постановке «Королевский развод». В труппе этого театра было много американских актёров, которые посоветовали юной Френсис попробовать свои силы в Америке. Надеясь на успех, Андерсон в 1918 году покинула Австралию и уехала в Калифорнию. Но там её ждала неудача, и после этого она перебралась в Нью-Йорк, где также не добилась успеха.

### Становление карьеры
После некоторого времени бедности и скитаний актриса была принята в труппу актёров Эммы Бунтинг. С ней она гастролировала до 1922 года, пока не состоялся её бродвейский дебют в пьесе «На ступеньках». Спустя год она сменила имя на Джудит Андерсон и достигла первого успеха в постановке «Кобра». В 1927 году актриса отправилась с гастролями в Австралию, где играла в пьесах «Чай для троих», «Зелёная шапка» и «Кобра».
В начале 1930-х годов она уже считалась одной из величайших театральных актрис и не утратила этого титула до 1950-х. В 1936 году она сыграла Гертруду в пьесе «Гамлет», поставленной Джоном Гилгудом, а годом позже исполнила роль леди Макбет в одноимённой постановке вначале в Лондоне, а затем и в Нью-Йорке в 1941 году. В 1942—1943 годах она играла Ольгу в чеховской пьесе «Три сестры», где исполнительницами других главных ролей были Кэтрин Корнелл и Рут Гордон. Эта постановка стала настолько успешной, что театральный плакат с изображением этих трёх актрис был помещён на обложку журнала Time. В 1947 году Джудит Андерсон сыграла Медею в одноимённой трагедии Еврипида, роль которой принесла ей премию «Тони» в номинации «лучшая актриса в пьесе». Она гастролировала с этой постановкой в Германии в 1951 году, а также во Франции и Австралии в 1955—1956 годах.
С 1937 по 1939 год Андерсон была замужем за Бенжамином Харрисоном Леманом, а с 1946 по 1951 год за Лютером Грином. Из-за того, что она вышла замуж уже в немолодом возрасте, детей у неё не было, и оба брака закончились разводом.

### Карьера в кино и на телевидении
Помимо театра Джудит Андерсон изредка появлялась и в кино. Одной из первых её ролей стала миссис Денверс в триллере Альфреда Хичкока «Ребекка» (1940), за которую она была номинирована на «Оскар» как лучшая актриса второго плана. В дальнейшем она снялась в таких фильмах, как «Край тьмы» (1943), «Лора» (1944), «Дневник горничной» (1946) и «Странная любовь Марты Айверс» (1946).

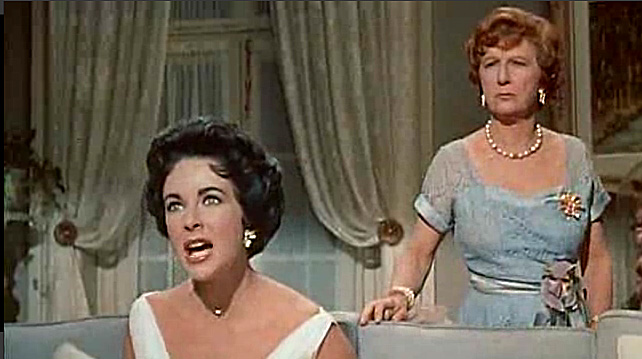
С Элизабет Тейлор в фильме «Кошка на раскалённой крыше» (1958)

Актриса также работала и на телевидении. Она дважды становилась обладательницей премии «Эмми» за роль леди Макбет в двух разных телевизионных фильмах, сначала в 1954 году, а затем в 1961.
В 1950-х годах у Джудит Андерсон были примечательные роли в фильмах «Саломея» (1953), «Десять заповедей» (1956) и «Кошка на раскалённой крыше» (1958).
С 1950-х по 1970-е годы Андерсон записала несколько собственных музыкальных альбомов на студии «Caedmon Audio», при этом став однажды номинанткой на «Грэмми», за запись песни «Wuthering Heights».
В 1960 году Джудит Андерсон была удостоена Ордена Британской империи, согласно которому стала именоваться как Дама Джудит Андерсон.

### Поздние годы
В последующие десятилетия Андерсон продолжала много играть в театре, появившись ещё раз в пьесе «Медея» в 1982 году, но на этот раз в роли сиделки. Но всё же эта небольшая роль не осталась незамеченной и принесла Джудит номинацию на «Тони». В 1984 году, в возрасте 87 лет, она сыграла жрицу в фильме «Звёздный путь 3: В поисках Спока» и в том же году стала исполнительницей Минкс Локридж в сериале «Санта-Барбара», которую играла последующие три года.
10 июня 1991 года, в день рождения Елизаветы II, актрисе был присвоен Орден Австралии в степени Компаньон ордена.
Последние годы жизни Джудит Андерсон провела в калифорнийском городе Санта-Барбара, где и умерла 3 января 1992 года от пневмонии в возрасте 94 лет.

## Избранная фильмография
| Год       |    | Русское название                 | Оригинальное название               | Роль                   |
| --------- | -- | -------------------------------- | ----------------------------------- | ---------------------- |
| 1940      | ф  | Ребекка                          | Rebecca                             | миссис Денверс         |
| 1941      | ф  | На протяжении всей ночи          | All Through the Night               | мадам                  |
| 1942      | ф  | Кингс Роу                        | Kings Row                           | Харриет Гордон         |
| 1943      | ф  | Край тьмы                        | Edge of Darkness                    | Герд Бьярнесен         |
| 1943      | ф  | Солдатский клуб                  | Stage Door Canteen                  | в роли самой себя      |
| 1944      | ф  | Лора                             | Laura                               | Энн Тридвелл           |
| 1945      | ф  | И не осталось никого             | And Then There Were None            | Эмили Брент            |
| 1946      | ф  | Дневник горничной                | The Diary of a Chambermaid          | мадам Ланлер           |
| 1946      | ф  | Странная любовь Марты Айверс     | The Strange Love of Martha Ivers    | миссис Айверс          |
| 1947      | ф  | Красный дом                      | The Red House                       | Эллен Морган           |
| 1947      | ф  | Преследуемый                     | Pursued                             | миссис Коллум          |
| 1950      | ф  | Фурии                            | The Furies                          | Фло Бёрнетт            |
| 1953      | ф  | Саломея                          | Salome                              | Иродиада               |
| 1956      | ф  | Десять заповедей                 | The Ten Commandments                | Мемнет                 |
| 1958      | ф  | Кошка на раскалённой крыше       | Cat on a Hot Tin Roof               | Ида Поллит             |
| 1960      | тф | Макбет                           | Macbeth                             | леди Макбет            |
| 1970      | ф  | Человек по имени Лошадь          | A Man Called Horse                  | Голова Буйволицы       |
| 1984      | ф  | Звёздный путь 3: В поисках Спока | Star Trek III: The Search for Spock | жрица Высокого вулкана |
| 1984—1987 | с  | Санта-Барбара                    | Santa Barbara                       | Минкс Локридж          |

## Награды
- «Тони» 1948 — «Лучшая актриса в пьесе» («Медея»)
- «Эмми» 1961 — «Лучшая актриса в мини-сериале или фильме» («Макбет»)